# 天主教伊斯坦堡宗座代牧區
天主教伊斯坦堡宗座代牧區（拉丁語：Apostolicus Vicariatus Istanbulensis）是土耳其一個羅馬天主教宗座代牧區。
2011年，有15,000名教友，有13個堂區、37名司鐸、41名修士、57名修女。
1742年4月15日立代牧區，當時稱君士坦丁堡代牧區，1990年11月30日改名。